# Camarillo white horse
Camarillo white horse är en hästras från USA som mest är känd för sin otroligt vita färg. Rasen har fått sitt namn efter sin skapare Adolfo Camarillo och skapades av en enda hingst vid namn Sultan. I sin hemstat Kalifornien är hästarna välkända och är ofta med i parader och evenemang. Hästarna är nästan utdöda med enbart 14 riktigt vita hästar kvar men rasen håller på att avlas upp på nytt.  

## Historia
1921 besökte Adolfo Camarillo marknaden i Sacramento för att köpa hästar till sin gård. På marknaden hittade Adolfo en kritvit hingst med mörka ögon vid namn Sultan, en spansk mustang född 1912 som Adolfo själv menade var en riktig drömhäst. Han köpte hästen och ställde ut honom på mässor för avelshästar där han ofta fick höga poäng. På sin ranch avlade han även på Sultan, främst med ston av rasen morganhäst. Camarillo avlade främst på de fölen som föddes med kritvit päls och från och med 1924 har hästarna varit med i parader och festligheter. Bland annat har hästarna varit med i varenda Santa Barbara Fiesta Parade sedan den startade under 1930-talet. Under början av 1930-talet var hästarna berömda längs hela Kaliforniens kust. Hästarna blev även officiell symbol för staden Camarillo.
De vita hästarna var en linje som enbart skulle avlas av familjen Camarillo men hästarna hade nog inte överlevt utan sin beskyddare, Meliton Ortiz. Han hade ansvaret för att se till att aveln fungerade, samt att hästarna var väl skötta inför parader, något som måste varit nog så jobbigt med deras vita pälsar. Den 31 december 1937 började stallet på Camarillo Ranch att brinna och även om skötare och familjemedlemmar hade öppnat boxarna åt hästarna var de för rädda för att lämna stallet. Meliton gick då således in i stallet och ut på andra sidan och hästarna följde efter honom som om han var en ledarhingst. Tack vare Meliton kunde de vita hästarna avlas vidare. 
När Adolfo dog år 1958 togs aveln över av hans dotter Carmen. Hon fortsatte att visa upp hästarna under olika evenemang tills hon dog 1987. Hästarna såldes då ut på auktion, efter hennes önskemål och 65 års privat avel blev nu tillgänglig för andra. Hästarna försvann i stort sett och varken syntes eller hördes av innan Priscilla Galgas, Nadine Webb, Steven Pettit, Jane Gish och Martin Gish bestämde sig för att söka upp hästarna för att få dem att komma tillbaka till de årliga paraderna. Men under 1991 hittades dock bara 11 hästar kvar av Camarillo white horse och man började nu jobba hårt för att inte hästarna skulle dö ut. Föreningen Camarillo White Horse Association startades 1992 och för att undvika inavel tillät man korsningar med Andalusierhästar och amerikanska travare så länge den andra föräldern kom från familjen Camarillos hjord. Man höll även ett separat register för föl som inte föddes vita. 
Idag finns ca 14 hästar kvar av rasen plus några som inte är vita. 

## Egenskaper
Camarillo White Horse känns bland annat igen på sin vita färg. Till skillnad från en skimmel som föds mörk och sedan får mer och mer vita hår ju äldre den blir så föds Camarillo White Horse helt vita. Rasens karaktäristiska vita färg beror på en mutation i KIT-genen vilken benämns W4.
W4 är en dominant gen och då inga hästar med dubbel uppsättning av genen har kunnat hittas så är innebär antagligen att ett embryo med dubbla gener dör redan i livmodern. Detta innebär att alla levande vita Camarillo White horse har en enkel uppsättning av genen. Paras en häst som bär W4 med en häst utan anlaget är det 50% sannolikhet att fölet ärver färgen.
Camarillo white horse är dock inte bara avlade för färg utan ska även ha liknande utseende. Nacken är lät böjd, ett kännetecken som är starkare hos hästar som avlats med andalusier. Exteriören ska vara kompakt med fina drag och starka ben. Huvudet är fint med stora mörka ögon.